# Terra Australis
Terra Australis ili Terra Australis Incognita (latinski: nepoznata južna zemlja) je bio teoretski kontinent koji se pojavljivao na europskim mapama od 15. do 18. stoljeća.
Ovaj pojam je uveo Aristotel. Njegove ideje je kasnije proširio Ptolomej u 1. stoljeću, koji je vjerovao da je Indijski ocean na jugu zatvoren kopnom i da se kopno na sjevernoj hemisferi trebalo uravnotežiti kopnom na južnoj hemisferi. Tijekom renesanse, Ptolomej je bio glavni izvor za europske kartografe, pa se novo kopno počelo pojavljivati na njihovim mapama. Iako su geografska otkrića Magellana i Francisa Drakea ponekad smanjivala područje u kom bi se kontinent mogao pronaći, kartografi su zadržali Aristotelovo mišljenje. Znanstvenici su dokazivali njegovo postojanje navodeći kao argumente da bi tamo trebalo da postoji velika kopnena masa kao kontrateža poznatom kopnu na sjeveru. Obično je to kopno prikazivano kao kopno oko Južnog pola, ali mnogo veće od stvarnog Antarktika, prostirući se daleko na sjever - posebno u Pacifik. Novi Zeland, koji je Europljanin Abel Tasman prvi ugledao put ugledao 1642., je smatran od nekih kao dio tog kontinenta, kao i Afrika i Australija.
Mapa koja pokazuje kopno docrtano olovkom pod imenom Terra Australis Incognita, na mjestu gdje se nalazi Antarktika. Na dnu mape se vide nekompletni Novi Zeland i Nova Nizozemska (Australija). Ideju o Terri Australis su konačno ispravili Matthew Flinders i James Cook.
Cook je oplovio Novi Zeland, dokazavši da on ne može biti dio velikog kontinenta. Na svom drugom putovanju on je oplovio Zemlju na vrlo velikoj južnoj geografskoj širini, prešavši na nekim mjestima polarni krug, dokazavši da potencijalni južni kontinent mora ležati u hladnim polarnim krajevima. On se nije mogao nastavljati u područja s umjerenom klimom, kao što se mislilo ranije.
Flinders je zapovijedao ekspedicijom koja je istraživala obalu Australije 1801. u smjeru suprotnom od kazaljke na satu, prošavši Veliki koraljni greben kroz ono što se danas naziva Flindersov prolaz i ispitavši Karpenterijski zaljev na sheveru. Njegov brod se nasukao na neoznačen greben, ali se ipak vratio u Australiju.

## Vidjeti također
Luis Váez de Torres